# Barbus sacratus
Barbus sacratus е вид лъчеперка от семейство Шаранови (Cyprinidae). Видът не е застрашен от изчезване.

## Разпространение
Разпространен е в Гвинея, Гвинея-Бисау, Кот д'Ивоар, Либерия и Сиера Леоне.

## Описание
На дължина достигат до 25,6 cm.